# Wehrstroot
Koordinaten: 52° 25′ 36″ N, 7° 36′ 57″ O

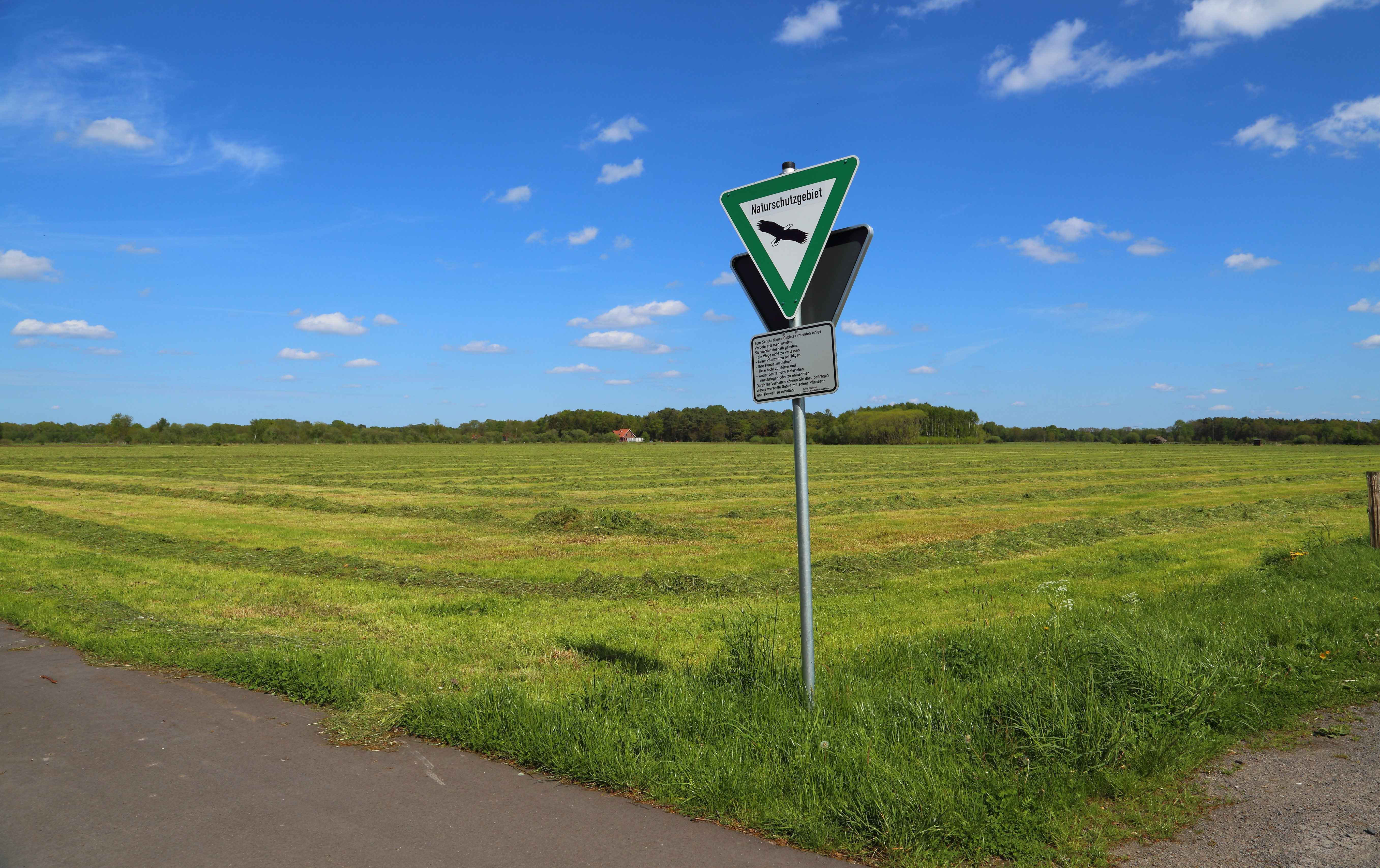
Naturschutzgebiet Wehrstroot (Mai 2015)

Das Naturschutzgebiet Wehrstroot liegt auf dem Gebiet der Gemeinde Hopsten im Kreis Steinfurt in Nordrhein-Westfalen. Das aus zwei Teilflächen bestehende Gebiet erstreckt sich nördlich des Kernortes Hopsten und südlich von Schale, einem Ortsteil der Gemeinde Hopsten. Am südlichen Rand des Gebietes fließt der Bardelgraben, unweit südwestlich verläuft die Landesgrenze zu Niedersachsen. Östlich erstreckt sich das 138,6 ha große Naturschutzgebiet Halverder Aa-Niederung.

## Bedeutung
Für Hopsten ist seit 1992 ein 149,16 ha großes Gebiet unter der Kenn-Nummer ST-083 als Naturschutzgebiet ausgewiesen. Das Gebiet wurde unter Schutz gestellt zur Erhaltung, Entwicklung und Wiederherstellung von Lebensgemeinschaften und Biotopen, insbesondere von Pflanzen und Pflanzengesellschaften des offenen Wassers und des feuchten und mageren Grünlandes sowie seltenen und z. T. stark gefährdeten landschaftsraumtypischen Pflanzen- und Tierarten u. a. von seltenen, zum Teil gefährdeten Wat- und Wiesenvögeln, Amphibien und Wirbellosen.